# 罗尔斯·罗伊斯控股
勞斯萊斯控股有限公司（英語：Rolls-Royce Holdings plc，LSE：RR.），又译劳斯莱斯控股有限公司，是一家英國的跨國航太與國防公司，專門設計及生產航空等各產業的動力系統。勞斯萊斯是全球三大航空发动机製造商之一，其主要業務亦包括輪機工程和能源領域。若以國防收益計算，勞斯萊斯於2018年也是世界第16大的國防承包商。
罗尔斯·罗伊斯还在伦敦证券交易所上市，并是伦敦金融时报100指數成分股之一。2015年6月5日总市值178.6亿英镑，是伦敦证交所主要上市公司中第28大。

## 公司簡介
勞斯萊斯（Rolls-Royce）是指一系列的公司，它們都是從1906年由亨利·萊斯和查爾斯·勞斯創立、製造汽車與飛機發動機的勞斯萊斯有限公司分離而來的。這些公司包括：
勞斯萊斯控股有限公司（Rolls-Royce Holdings plc）：一家專門從事渦輪產品生產的英國公司，尤其是飛機發動機。最近也開始涉足船用推進和能量系統，以及在民用和軍用領域提供廣泛的發動機產品和服務。勞斯萊斯研究RB211飛機引擎所花去的巨額資金使得勞斯萊斯公司在1971年破產，而之後被英國政府國有化才令公司能夠生存下來。RB211是第一款三轉子渦輪發動機，這也使勞斯萊斯能在航空器發動機領域從一個小玩家變成世界級競爭者。
勞斯萊斯汽車有限公司：一家豪華汽車生產商，現由寶馬汽車擁有。原先的勞斯萊斯公司於1931年收購了賓利之後，自此兩個品牌的汽車就區別不大，僅僅在水箱柵格上有一些差異而已。勞斯萊斯公司的汽車業務於1980年售予維克斯有限公司，而維克斯於1998年將勞斯萊斯汽車售予福士集團。但自2003年以後，福士就不再允許使用「勞斯萊斯」來命名自己的車，因為「勞斯萊斯」的商標已歸寶馬汽車所擁有。

## 歷史

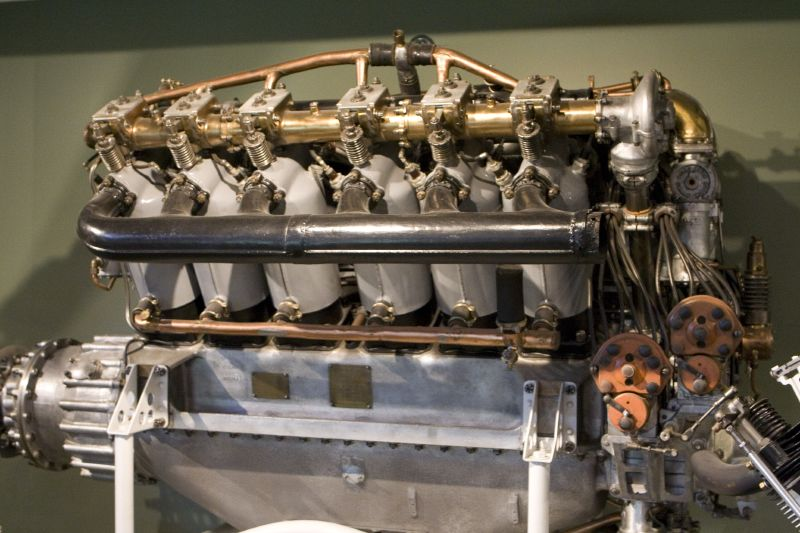
勞斯萊斯公司早期第一款航空發動機鷹式(Eagle)

1884年，亨利·羅伊斯開始經營電子類與機械類生意。1904年，他在他的曼徹斯特工廠製造了自己的第一輛汽車Royce。同年5月4日，他被引見給了查爾斯·羅爾斯，於是兩人達成一個協議，由羅伊斯負責生產汽車，而羅爾斯則負責銷售。同時合同中還有一個條款規定新車名為勞斯萊斯。
公司於1906年3月15日成立，並於1908年遷至德比。銀魅（1906年 - 1925年）為公司帶來了極大的贊譽。它使用六缸發動機，共生產了6173輛。1921年，公司第二家工廠在美國麻薩諸塞州斯普林菲爾德開張，以滿足當地的銷售需求。共有1701輛斯普林菲爾德魅(Springfield Ghosts)在那裡生產。1931年，工廠在運轉了10年之後被關閉。在銀魅的底盤基礎上生產出了英國第一輛裝甲車並裝備到了二次世界大戰之中。1931年，勞斯萊斯收購了其在大蕭條中陷入財政困難的對手賓利。
從此直到2002年，除了水箱柵格和一些小細節，賓利和勞斯萊斯沒有什麼區別。1914年，公司第一款航空發動機鷹式(Eagle)推出。在第一次世界大戰中，約一半的盟軍飛機使用的是勞斯萊斯的航空發動機。
至1920年代末，航空發動機成為勞斯萊斯最主要的業務。亨利·羅伊斯最後的設計隼(Merlin)式航空發動機於1935年推出，雖然他已在1933年去世。這款發動機由R發動機發展而來，1931年，裝有該款發動機的水上飛機以幾乎每小時400英里的速度打破了紀錄。隼式航空發動機是一款動力強勁的V12發動機，在第二次世界大戰中它被安裝在了許多飛機上：飓风战斗机、噴火式戰鬥機、蚊式轟炸機（雙引擎）、兰开斯特轰炸机（四引擎）、威灵顿轰炸机（雙引擎）。它也使美國的P-51野馬式戰鬥機成為當時最為成功的戰鬥機。
隼式航空發動機一共生產了超過160,000台。1946年，勞斯萊斯和賓利的生產都搬到了克魯(Crewe)。1959年，位於倫敦的Mulliner Park Ward開始為勞斯萊斯生產車身。

### 1906-1971

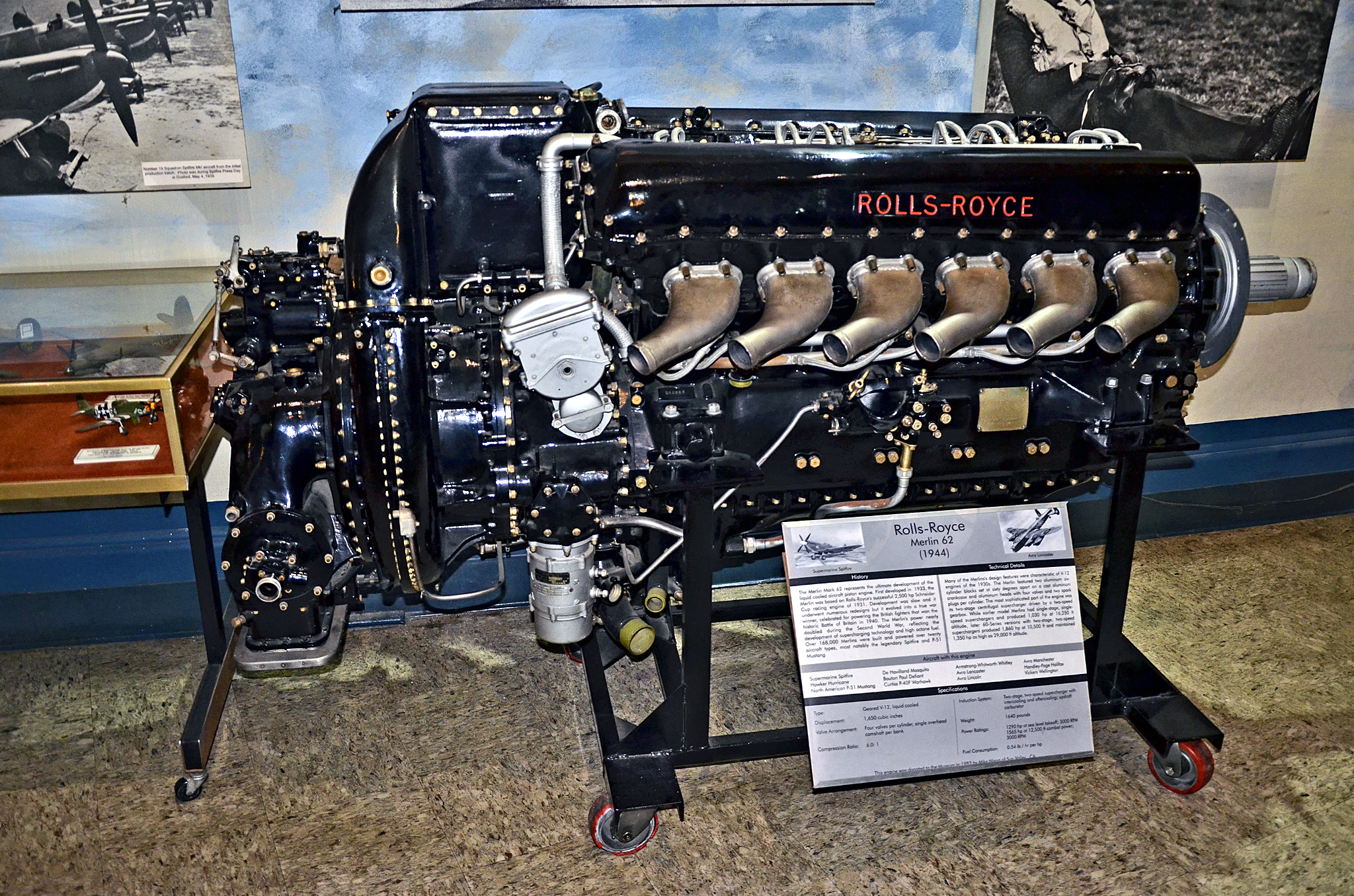
梅林62發動機

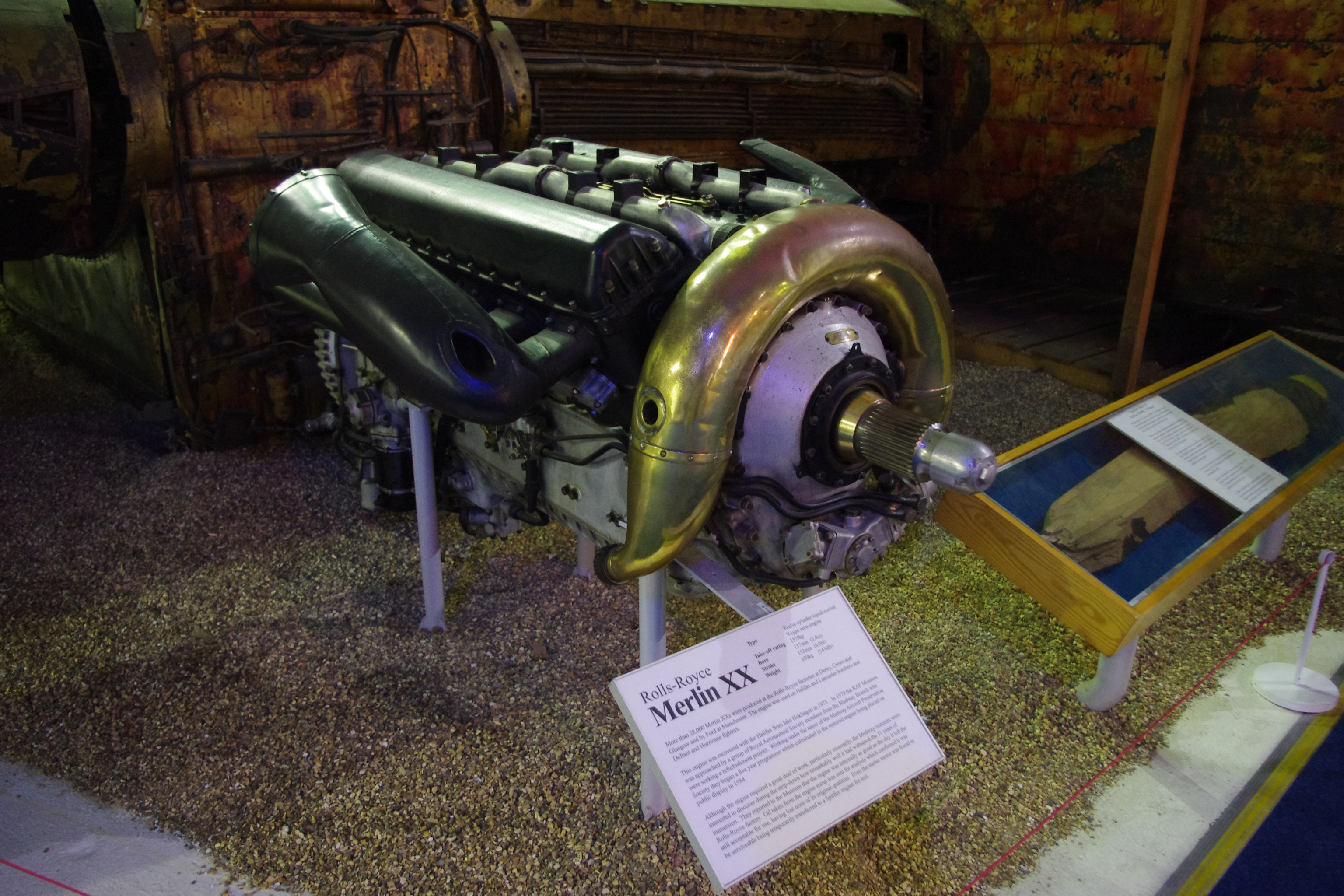
梅林XX发动机

罗尔斯·罗伊斯公司于1906年由亨利·罗伊斯和查尔斯·罗尔斯在曼彻斯特的米德兰酒店创建并从1914年开始制造飞机发动机。
在第一次世界大战中，协约国一半飞机发动机都是由罗尔斯·罗伊斯制造的。在20年代后期，航空发动机成为了罗尔斯·罗伊斯最重要的业务。亨利·罗伊斯在1933年去世，而他的遗作——梅林发动机在1935年问世。这是一种从驱动过在1931年在史奈德盃比赛上创造了每小时400英里速度记录的超马林S.6B型水上飞机的罗尔斯·罗伊斯R型发动机发展而来的。传奇般的梅林引擎被作为一个英国的符号。梅林发动机驱动了许多二战时的飞机：单发的飓风战斗机、喷火战斗机，双发的蚊式轰炸机，四发的兰开斯特轰炸机。它也为当时最优秀的战斗机之一，P-51野马提供动力，只不过是由帕卡德在罗尔斯·罗伊斯的授权下生产的。二战时超过16万梅林发动机被制造出来，而这被认为是反法西斯同盟最后取得胜利的一个重要原因。
战后，罗尔斯·罗伊斯在设计制造燃氣渦輪發動機上取得了显著的技术进步。达特和苔茵两款渦輪螺旋槳發動機在其中扮演了一个重要角色，它们缩短了大洲之间旅行的时间。达特发动机被用在AW660大商船運輸機、Avro 748、福克F27、Dart Herald、維克斯子爵上，动力更强劲的苔茵发动机则驱动Atlantic、Transall和Vanguard。它们中的许多直到现在还在使用中。

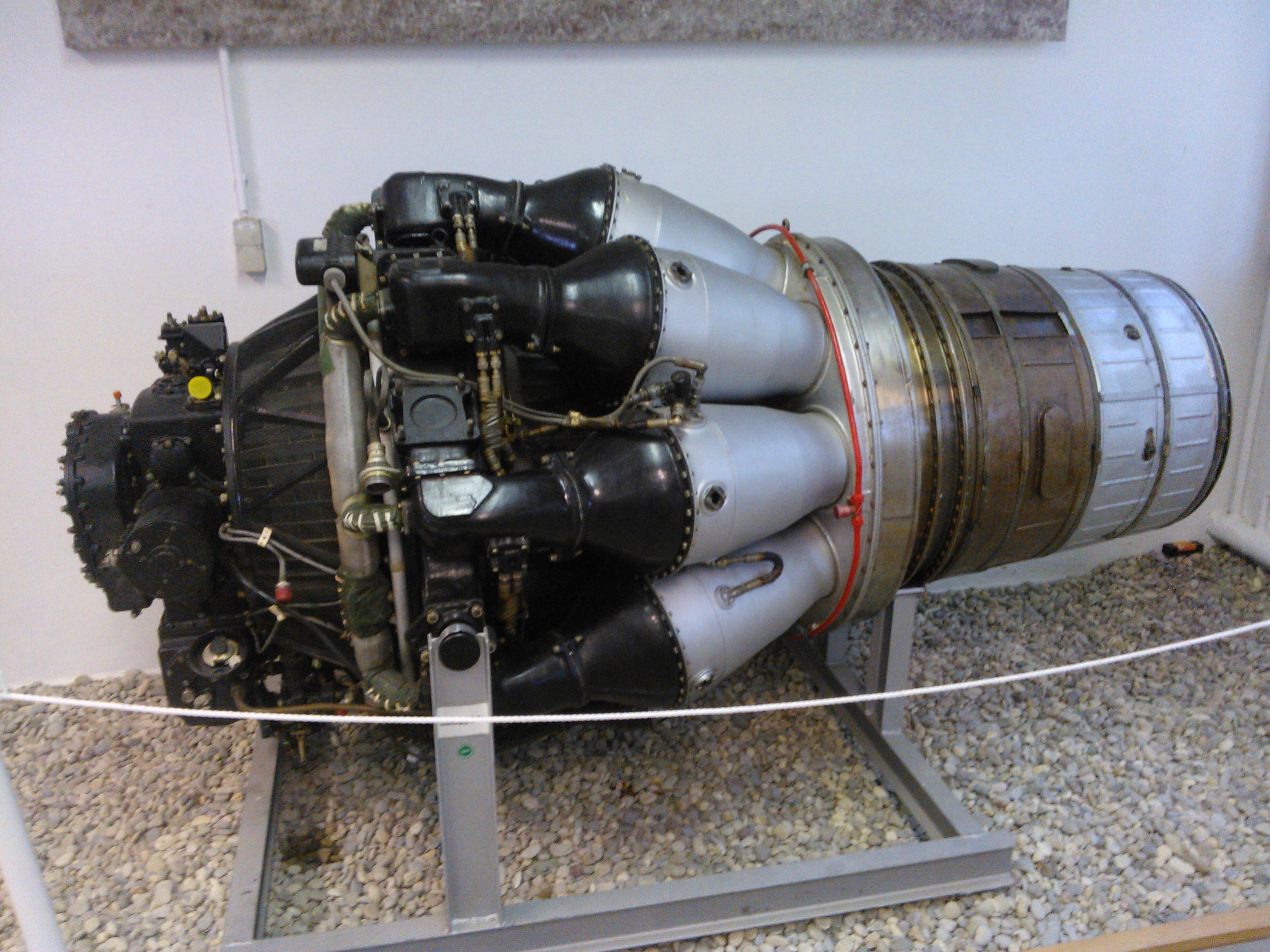
RB.37 Derwent噴射引擎

罗尔斯·罗伊斯涡轮发动机研发时传统的数字命名方式，到交货时再以英国的河流命名。这样命名的原因最初是为了体现和冲程式的活塞发动机不同，涡轮发动机的动力源源不断这一特点。数字命名前的“RB”是指“Rolls-Royce Barnoldswick”，Barnoldswick是罗尔斯·罗伊斯最早生产涡轮发动机的地方。
这一时期的喷气发动机当中，斯贝发动机驱动了三叉戟、湾流2和福克F28。军用版的斯贝为英国皇家空军的海盗攻击机、F-4幽靈II戰鬥機和猎迷预警机提供动力。斯贝系列还授权由美国艾利逊发动机公司制造，即TF41，安装在A-7海盜二式攻擊機上。在20世纪下半叶，罗尔斯·罗伊斯的其他类型的军用发动机，如Avon和Viper，为这一时期许多英国军用飞机提供动力。在这一时期还有康维发动机，世界第一款低涵道比涡扇发动机。

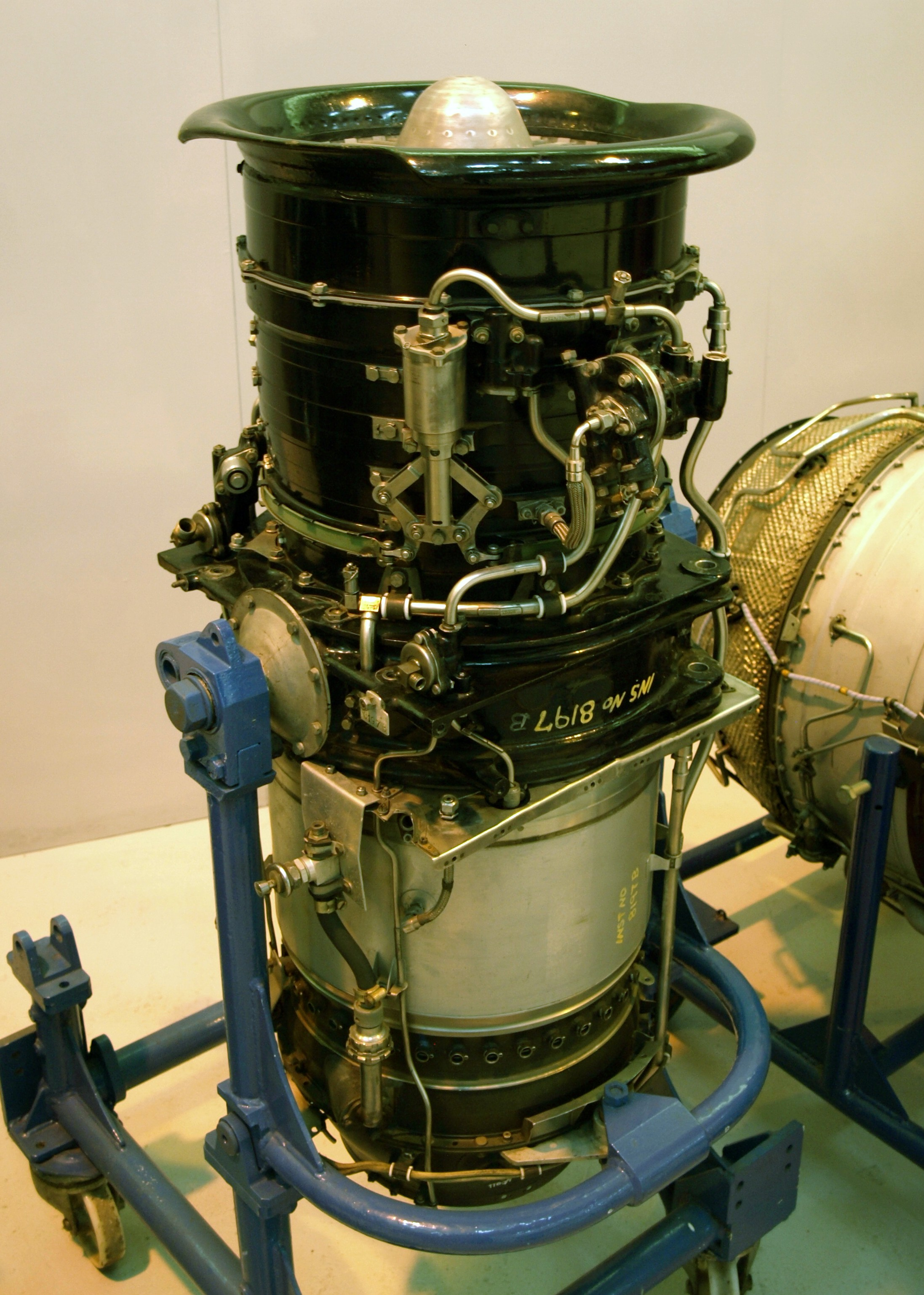
RB.108噴射引擎

在1966年，英国航空发动机制造商罗尔斯·罗伊斯收购了布里斯托·西德利发动机有限公司，而这正是上世纪5、60年代英国航空发动机制造业趋于合理的重大调整。布里斯托·西德利是在1959由原布里斯托飞机公司旗下的航空发动机子公司——布里斯托航空发动机公司（Bristol Aero-Engines Limited），与阿姆斯特朗·西德利（Armstrong Siddeley）合并而成。其主要工厂在布里斯托尔附近的菲尔顿。它有良好的军用发动机制造水平，设计了协和式客机上的奥林匹斯593发动机。

### 国有化和分拆
被选作L-1011的唯一发动机提供商后，罗尔斯·罗伊斯花大气力研究RB211发动机，不过它的研究面临许多重大技术问题。而在1971年2月4日，罗尔斯·罗伊斯到了要被政府接管的境地。为了拯救公司，爱德华·希斯政府将它国有化。汽车业务在1973年从罗尔斯·罗伊斯中拆分出去，卖给了维克斯公司。这场变故所导致的一个副作用就是，新的会计法规禁止将研發支出列為企業资產。因为这种做法导致罗尔斯·罗伊斯公司夸大了其资产掩盖了财政困难，直到不得不寻求帮助的时候已经晚了。

### 私有化和发展
1987年，在撒切尔夫人政府时期，罗尔斯·罗伊斯被重新私有化。20世纪80年代由于政策的原因，使得发动机制造商可以为更多的民用飞机制造商提供发动机。这一时期中，罗尔斯·罗伊斯为17种飞机（及其衍生型）提供发动机，超过14种的竞争对手通用電氣，以及10种的普惠。
1988年，罗尔斯·罗伊斯收购了北方工程工业公司（NEI）。这是一家位于东北英格兰的，主要生产发电机和电源管理设备的重工业集团。集团企业有Clarke Chapman（生产起重机）、Reyrolle和Parsons（现在皆为西门子的一部分）。公司也更名为罗尔斯·罗伊斯工业动力集团。而在接下来不景气的十年里，罗尔斯·罗伊斯卖掉了一些零碎的辅业，并把注意力重新集中到了航空发动机上。
1990年，宝马和罗尔斯·罗伊斯合资成立了BRR公司来发展罗尔斯·罗伊斯BR700系列为直线和公务喷气机提供动力，比如波音的717就采用了BR715发动机、湾流G650采用了BR725发动机，并在2009年6月取得欧洲航空安全局的适航证。宝马随后退出该公司，在2000年由罗尔斯·罗伊斯全资拥有，并改名罗尔斯·罗伊斯德国。

### 收购艾利逊
1994年11月21日，罗尔斯·罗伊斯宣布它有收购艾利逊发动机公司的意向。这是一家美国燃气轮机，以及航空、工业、航海用发动机组件制造商。这两家公司曾经在二战时期有过技术合作。罗尔斯·罗伊斯在通用汽车1993年卖掉它的时候就曾出价3.7亿美元竞购，但是GM选择了管理层收购。由于艾利逊参加了机密和出口限制的技术，因而1994年的收购被有关部门仔细审查以确定对美国国家安全的影响。在1995年3月27日，美国国防部宣布:“艾利森发动机公司和罗尔斯·罗伊斯公司之间的交易不会危及国家安全”。然而罗尔斯·罗伊斯却被要求成立一个代理董事会来管理艾利逊，并且成立一家独立的“艾利逊高级发展公司”来管理美国“涉及尖端科技”的所谓机密计划。在2000年这种限制被一种更为灵活的特别机密协议”所取代。
收购艾利逊花费了5.25亿美元（相当于3.28亿英镑），为罗尔斯·罗伊斯带来了四种新发动机型号。而它们被用在7个民用发动机平台和一些轻型飞机上。艾利逊现在是罗尔斯·罗伊斯的北美公司的一部分。

### 1999年的收购案
罗尔斯·罗伊斯在1999年总共花了10.63亿英镑用于收购。包括收购Cooper Energy Services、维克斯、National Airmotive Corporation和宝马手中的BRR公司的股份。
罗尔斯·罗伊斯需要维克斯来提高它的船用业务。维克斯在这一时期扩大其船用业务。1996年收购了喷水推进器和螺距推进器的制造商Kamewa。1998年收购了转向器和稳定器的制造商Brown Brothers，以及一个主要的船用推进和工程公司乌斯特恩集团。罗尔斯·罗伊斯在2002年出售维克斯国防系统（维克斯另一个重要领域）给Alvis，这就是现在英国最大的装甲车辆公司Alvis Vickers。
罗尔斯·罗伊斯通过发展Tay系列发动机、收购艾利逊和回收与宝马合资公司的股份，取得了支线客机和公务机市场上的领先地位。Optimized Systems and Solutions（原名Data Systems & Solutions）在1999年由罗尔斯·罗伊斯和科学应用国际公司（SAIC）合资成立。在2006年，SAIC退出了合资公司，使之成为罗尔斯·罗伊斯的独资公司。

### 21世纪
2004年4月6日，波音宣布选择罗尔斯·罗伊斯和通用电气为787提供动力。于是罗尔斯·罗伊斯推出了遄达1000，遄达系列的最新发展结晶。GE提供的则是GEnx，GE90的演进型。2004年6月13日，罗尔斯·罗伊斯宣布获得了总额1亿英镑的国防部订单，内容是为C-130运输机在未来5年提供发动机。
在2005年巴黎航展上，罗尔斯·罗伊斯获得超过价值10亿美元的订单。其中8亿是为20架中国国际航空的A330提供发动机。
2006年7月，罗尔斯·罗伊斯得到一份为A350提供新型遄达发动机的合同。尽管详情还没有披露，但种种消息显示，这种名为遄达XWB的新发动机将比遄达1700大，基本上就是遄达1000的大油门版。
在2006年10月，由于空客A380的延迟交付，罗尔斯·罗伊斯暂停了遄达900的制造，在2007年10月宣布重启。这家在德比，雇佣了11000名员工的工厂将继续为庞巴迪、空客和波音提供发动机，包括A330、A340和新787系列。
2007年6月18日，罗尔斯·罗伊斯宣布它在当年的巴黎航展上收到最大，总额为56亿美元的订单，澳洲航空为它订购的80架A350XWB选择了遄达发动机。。当年11月11日，在迪拜航空展上，又来了一笔来自阿联酋航空的，为50架A350-900和20架A350-1000以及50架处于选择权的提供发动机。这笔订单将在2014年交付，总额84亿美元，包括选择权中的。
2007年11月20日，罗尔斯·罗伊斯宣布它计划在新加坡的实里达航空园建设其首家位于亚洲的航空发动机生产基地。这个总价在5.63亿美元（3.55亿英镑）的工厂，作为其在德比工厂的有力补充。其中拥有大型民用发动机的装配线和测试地，包括遄达1000和遄达XWB。这里的生产效率将比德比的高，因为是一个完全集成的工厂，不像德比的要集中五个在英国制造的部件。生产一台遄达900将比现在的20天缩短6天。原本有望为330提供工作机会，而在2012年开始的建设后，将在新加坡本地雇佣1600员工。
在2011年的阿瓦隆航展上，罗尔斯·罗伊斯遇到使用遄达900的A380发生发动机故障，而接下来一架澳洲航空的航班在2011年2月24日发生空中推力减小的事故。罗尔斯·罗伊斯表示，他们有一个350名工程师的团队专门调查在2010年11月，澳航QF32航班发动机半空爆炸的原因。
2011年3月9日，罗尔斯·罗伊斯和戴姆勒宣布，他们计划以42亿美元的价格，对半将Tognum公司收购。如果合资公司成功建立，它将计划在法兰克福证券交易所上市，并合并罗尔斯·罗伊斯现有的卑尔根发动机业务。Tognum拥有MTU腓特烈港有限公司 ，它是一家领先的高速工业和船用柴油机制造商。罗尔斯·罗伊斯的卑尔根附属公司是目前唯一的中速天然气和柴油发动机制造商。
军用方面，罗尔斯·罗伊斯继续与其他欧洲制造商合作。为旋风式战斗机提供RB199发动机，并会同其他发动机厂商为台风战斗机提供了EJ200发动机。两台改装RB199也为台风的前身，EAP技术验证机提供动力。罗尔斯·罗伊斯将其成熟的STOVL（短距垂直起降）技术——LiftSystem应用在洛克希德马丁公司的联合攻击战斗机F-35闪电II战斗机上，并计划投入量产。
2014年將部分民航機零件外包給中國無錫透平葉片生產。
2016年7月12日，勞斯萊斯斥資7.2億歐元收購西班牙飛機引擎商de Turbo Propulsores (ITP)53.1%股權。
2018年7月5日，勞斯萊斯以5億英鎊將其虧損的商用船舶業務出售給挪威康士伯集團（KONGSBERG），包括船用產品、系統及售後服務業務，但不包括Bergen Engines及海軍業務。
2018年7月5日，勞斯萊斯將關閉其核能部門，將潛艇推進系統業務併入防務部門，並將民用核能業務併入電力系統部門。
2020年，由于受Covid-19冠狀病毒大流行的冲击，罗尔斯·罗伊斯宣布裁员9000人。

## 產品

### 航空航太業務

#### 渦輪噴射發動機
- 勞斯萊斯 Avon（英语：Rolls-Royce Avon）
- 勞斯萊斯 Viper（英语：Armstrong Siddeley Viper）
- 勞斯萊斯/斯奈克瑪 奧林帕斯593
- 勞斯萊斯RB162（英语：Rolls-Royce RB162）

#### 小型渦輪風扇發動機
- 勞斯萊斯 AE 3007
- 勞斯萊斯BR700（英语：Rolls-Royce BR700）
- 勞斯萊斯康威
- 勞斯萊斯RB282（英语：Rolls-Royce RB282）（未發展）
- 勞斯萊斯 Spey（英语：Rolls-Royce Spey）
- 勞斯萊斯 Tay（英语：Rolls-Royce RB.183 Tay）
- 國際航空發動機V2500

#### 軍用渦輪風扇發動機
- Eurojet EJ200
- 通用電氣/勞斯萊斯F136（英语：General Electric/Rolls-Royce F136）（未發展）
- Turbo-Union RB199
- 勞斯萊斯 Pegasus（英语：Rolls-Royce Pegasus）
- 勞斯萊斯/透博梅卡阿杜爾（英语：Rolls-Royce Turbomeca Adour）

#### 大型渦輪風扇發動機

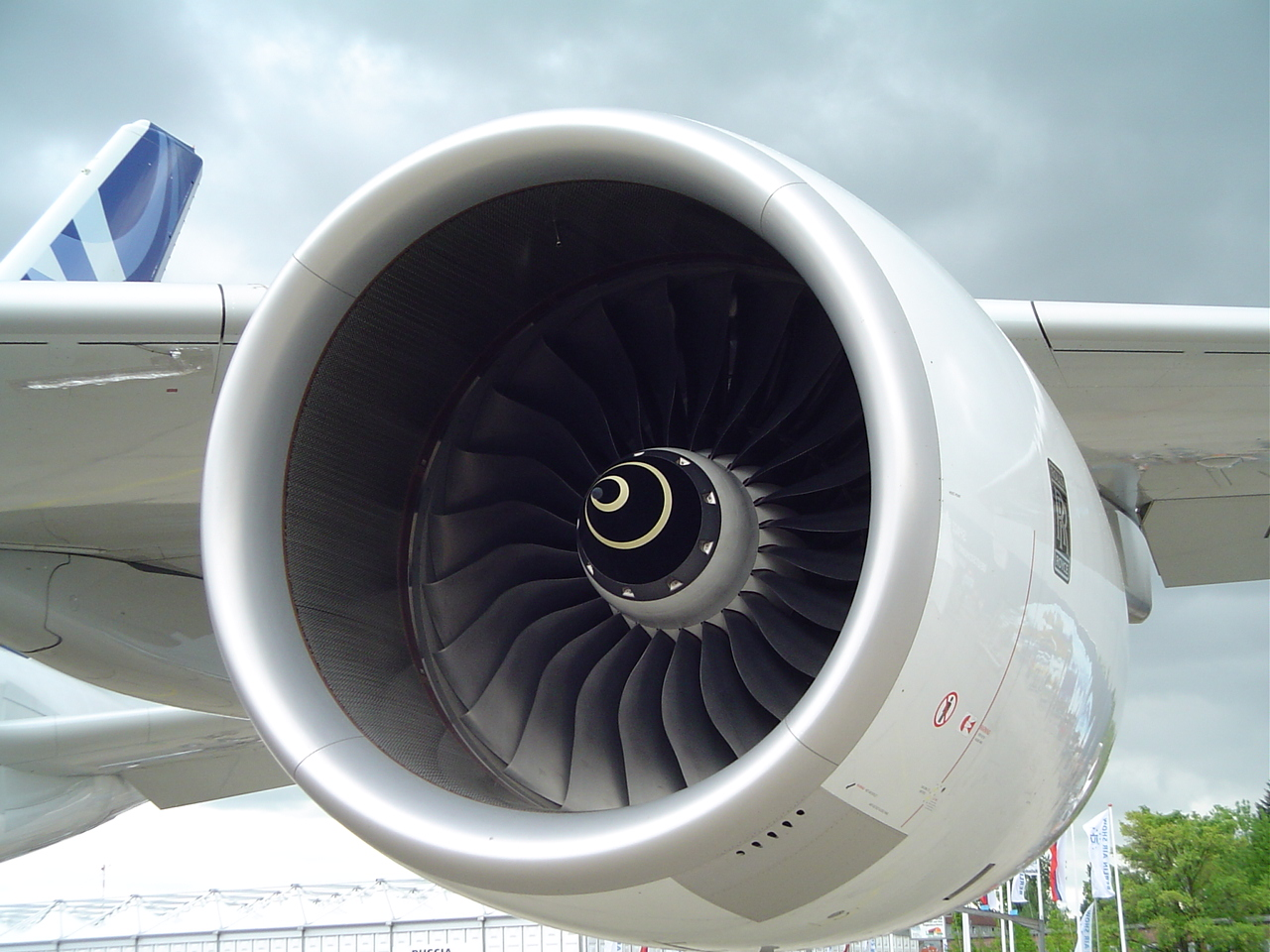
空中巴士A380可選配Trent 900引擎

- 勞斯萊斯RB211
- 勞斯萊斯特倫特

#### 渦輪軸發動機
- 勞斯萊斯 Gem（英语：Rolls-Royce Gem）
- 勞斯萊斯250型（英语：Rolls-Royce Model 250）
- 勞斯萊斯RR300（英语：Rolls-Royce RR300）
- 勞斯萊斯RR500（英语：Rolls-Royce RR500）
- 勞斯萊斯T406（英语：Rolls-Royce T406）/AE 1107C-Liberty
- MTR390（英语：MTR MTR390）
- 勞斯萊斯/透博梅卡RTM322（英语：Rolls-Royce Turbomeca RTM322）
- LHTEC T800

#### 渦輪螺旋槳發動機
- Europrop TP400-D6
- 勞斯萊斯AE 2100（英语：Rolls-Royce AE 2100）
- 勞斯萊斯T56（英语：Rolls-Royce T56）

#### 火箭引擎
- Larch（英语：Larch (rocket engine)）
- 勞斯萊斯RB545
- 勞斯萊斯RZ.2（英语：Rolls-Royce RZ.2）

### 船用

#### 燃氣輪機
- Rolls-Royce AG9140
- Rolls-Royce MT7
- 勞斯萊斯MT30
- Rolls-Royce MT50
- Rolls-Royce RR4500
- Rolls-Royce Spey SM1A and improved SM1C
- Rolls-Royce Olympus TM1, TM1A and improved TM3B
- Rolls-Royce Tyne RM1A and improved RM1C
- Northrop Grumman/Rolls-Royce WR-21

#### 其他船用推进设备
- Kamewa and Bird-Johnson Waterjets
- Kamewa Tunnel thruster
- MerMaid pod propulsion
- Ulstein Aquamaster Azimuth thruster
- Rolls-Royce MTU Engines

#### 潜艇用
- Nato Submarine Rescue System
- PWR1 reactor
- PWR2 reactor
- Zebra (battery)

#### 稳定器
- Brown Brothers Legacy Stabilizers
- Brown Brothers Neptune or VM Stabilizers
- Brown Brothers Aquarius Stabilizers

### 能源：石油天然气

#### 燃气轮机
- Rolls-Royce 501
- Industrial Avon
- Industrial RB211
- Industrial Trent

#### 压气机
- Barrel centrifugal compressor
- Pipeline centrifugal compressor

### 能源：电力

#### 燃气轮机
- Rolls-Royce 501
- Industrial RB211
- Industrial Trent (Mechanical Drive & Power Generation)

#### 分布式发电系统
- Field Electrical Power Source (FEPS)
- APU 2000 vehicle power unit
- Marine generator sets
- Solid Oxide Fuel Cell

## 流行文化
勞斯萊斯生產的飛機發動機多次被紀錄片《空中浩劫》提及。